# ویل داسوویچ
ویل داسوویچ (به انگلیسی: Wil Dasovich) مدل مرد فیلیپینی‌آمریکایی است که پدری با تبار ایرلندی داشته‌است. وی از یوتیوبرهای موفق مرد در کشور فیلیپین می‌باشد.